# Lancair Propjet

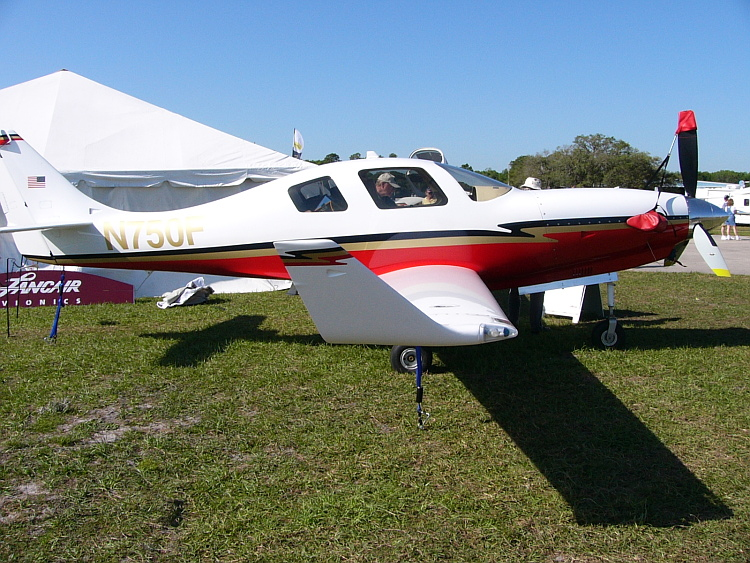
Lancair Propjet

Der Lancair Propjet ist ein viersitziges Kitflugzeug der Firma Lancair. Er ist aus Verbundwerkstoffen hergestellt und wird von einem Turboproptriebwerk vom Typ Walter M601E mit einer Leistung von 750 PS (552 kW) angetrieben. Des Weiteren verfügt er über eine Druckkabine und ein einziehbares Bugradfahrwerk. Die Konstruktion basiert auf der Lancair IV. Das Flugzeug erreicht eine Reisegeschwindigkeit von 325 kn (602 km/h) auf einer Höhe von 24.000 ft (7.315 m) und eine Steiggeschwindigkeit von 4.000 Fuß pro Minute. Die Produktion des Lancair Propjet wurde 2012 eingestellt.

## Technische Daten
| Kenngröße             | Daten                               |
| --------------------- | ----------------------------------- |
| Besatzung             | 1                                   |
| Passagiere            | 3                                   |
| Länge                 | 7,92 m                              |
| Spannweite            | 10,5 m                              |
| Höhe                  | 2,8 m                               |
| Flügelfläche          | 9,1 m²                              |
| Flügelstreckung       | 9,0                                 |
| Lastvielfache         | 3,8 g / −1,9 g                      |
| Nutzlast              | 455 kg                              |
| Leermasse             | 1.045 kg                            |
| max. Startmasse       | 1.500 kg                            |
| Reisegeschwindigkeit  | 320 kn (593 km/h)                   |
| Höchstgeschwindigkeit | 370 kn (685 km/h)                   |
| Verbrauch             | 125 L/h                             |
| Dienstgipfelhöhe      | 35.000 ft (10.668 m)                |
| Reichweite            | 1.400 NM (2.593 km)                 |
| Triebwerk             | Walter M601E-11 mit 750 PS (552 kW) |